# Comme d'habitude
Comme d'habitude è un brano musicale interpretato da Claude François e scritta dal cantautore con Jacques Revaux per la musica e con Gilles Thibaut per il testo; François la incise anche in italiano con un testo di Andrea Lo Vecchio e il titolo Come sempre.
È stata poi incisa da Frank Sinatra con un testo in inglese di Paul Anka nel dicembre del 1968 e il titolo My Way e pubblicata nel 1969, diventando presto una delle canzoni più rappresentative del suo repertorio. In seguito questa canzone è stata ripresa da vari cantanti tra cui Elvis Presley, Mireille Mathieu, Sid Vicious, Nina Hagen, Fred Bongusto, Luciano Pavarotti, Patty Pravo e più recentemente Michael Bublé, consacrandosi col tempo fra le canzoni internazionali più conosciute e amate.

## Antefatti
Jacques Revaux, ex-cantante che qualche anno prima aveva abbandonato i microfoni per dedicarsi esclusivamente al mestiere di compositore, nel febbraio 1967 dovendo preparare quattro brani per il produttore Norbert Saada, le prepara in una giornata e gliele consegna: tra queste ce n'è una con un testo in inglese maccheronico, intitolata For Me.
L'editore musicale Gilbert Marouani, collaboratore principale di Eddie Barclay, al primo ascolto non è colpito dal brano. Anche Hervé Vilard, al quale la canzone era destinata, espresse un parere identico, e la canzone tornò nel cassetto.
Nel 1967 Claude François (1939-1978), cantante nato in Egitto da padre francese e madre italiana, nella Hit Parade francese da alcuni anni, sentì la canzone e la trovò adatta per descrivere la sua vicenda biografica: in quel periodo era stato lasciato da France Gall al termine di una relazione amorosa di tre anni. François aggiunse alla musica il ritornello e poi lavorando con il paroliere Gilles Thibaut scrisse un testo descrivendo l'interruzione di una relazione ormai divenuta solo routine, ma che avrebbe voluto che continuasse, e gli diede il titolo Comme d'habitude (Come al solito). Il pezzo così rielaborato a detta dello stesso François «fu un grido che usciva dal cuore perché ero veramente disperato». Caratteristica della composizione era la linea melodica del ritornello, che lo stesso François definì "refrain pont", costituita da un crescendo fino alla frase clou del pezzo (Comme d'habitude che in inglese diventò I did it my way).

## Registrazione e pubblicazione
Nel novembre del 1967 Claude François la registrò, e il 45 giri pubblicato all'inizio dell'anno successivo entrò subito nella Hit Parade. François ne preparò anche una versione per il mercato italiano: i versi furono scritti da Andrea Lo Vecchio e il brano, Come sempre, uscì nella facciata B del 45 giri Se torni tu.
La canzone uscì in tedesco col titolo So leb dein Leben e riproposta da Michel Sardou in francese e in spagnolo col titolo A mi manera traduzione ricalcata sul testo inglese, riproposta poi negli anni novanta dai Gipsy Kings con lo stesso titolo ma col testo modificato. In Italia Comme d'habitude è entrata in classifica nella versione in italiano cantata da Claude François e pubblicata come lato B nel 45 giri Se torni tu/Come semprenel 1968; My Way invece ha raggiunto la quinta posizione nel Regno Unito e ha vinto il Grammy Hall of Fame Award 2000.

## Impatto culturale
Comme d'habitude, soprattutto nella versione in inglese interpretata da Frank Sinatra (My Way), è diventato un classico della canzone popolare e uno dei pezzi più eseguiti al mondo. Secondo un biografo di Claude François, vi sono circa duemila incisioni del brano. Molti gli artisti che si sono cimentati nel pezzo (vedi elenco parziale).
Tra le incisioni in lingua italiana ricordiamo quelle di Bobby Solo (La mia strada), di Patty Pravo (A modo mio, con il testo di Alberto Testa e Andrea Lo Vecchio), di Fred Bongusto (La mia via). Nel 2005 Mina, nell'album L'allieva, dedicato proprio a Frank Sinatra, ha preferito registrarla in lingua inglese.
Claude François Jr., attuale detentore dei diritti d'autore dopo la morte del padre, percepisce circa 750 000 euro all'anno, questo grazie anche a una causa che suo padre intentò dopo essersi accorto che le somme versategli erano misere rispetto al dovuto.

## Cover

### La cover di Frank Sinatra
Comme d'habitude è nota principalmente grazie alla cover di Frank Sinatra con il testo in inglese di Paul Anka, registrata nel 1968 e pubblicata l'anno seguente. Il brano, tra i più celebri del crooner, verrà interpretato a sua volta da moltissimi artisti.

### Altre cover
- 1967 - Claude François 45 giri (Tecla – TE 20032); album Claude François (Philips – 844 800 BY)
- 1967 Andrea lo Vecchio - "Come sempre" [interpretata da Claude François[2]]
- 1967 - Paul Mauriat nell'album Le grand orchestre de Paul Mauriat (Philips – 844.733), pubblicato in Canada
- 1968 - Michel Pagliaro singolo Comme d'habitude (DSP – DSP 8625); album Michel Pagliaro (DSP – INT. 402), pubblicato in Canada
- 1969 - Dan Terry Orchestra & Chorus nell'album Lonely Place (Happy Tiger Records – HT-1005), pubblicato in Canada e Stati Uniti d'America
- 1969 - Bill Medley nell'album Someone is Standing Outside (MGM Records – SE-4640), pubblicato in Canada, Australia, Germania e Stati Uniti d'America
- 1969 - Lana Cantrell nell'album The 6th of Lana (RCA Victor – LSP-4263), pubblicato in Australia, Canada e Stati Uniti d'America
- 1969 - Miguel Ramos, su Órgano Hammond y Orquesta nell'album Vol. 7 (Hispavox – HH 11-176), pubblicato in Spagna e Perù
- 1969 - Ferrante & Teicher nell'album Midnight Cowboy (United Artists Records – UAS 6725), pubblicato in Canada, Brasile e Stati Uniti d'America
- 1969 - Mantovani nell'album The World Of Mantovani (London Records – PS 565), pubblicato in Canada e Stati Uniti d'America
- 1969 - Don Ho nell'album The Don Ho TV Show (Reprise Records – RS 6367), pubblicato in Giappone e Stati Uniti d'America
- 1969 - Chet Atkins nell'album Solid Gold '69 (RCA Victor – LSP-4244)
- 1969 - Carlo Argola nell'album Andy's Underground presents Carlo Agnoletto (Kay-Bee – KBLS - 113)
- 1969 - Hugo Montenegro nell'album Moog Power (RCA Victor – LSP-4170), pubblicato in Spagna, Messico, Regno Unito, Sudafrica, Trinidad e Tobago, Stati Uniti d'America
- 1969 - Steve Lawrence nell'album I've Gotta Be Me (RCA Victor - LSP-4167), pubblicato negli Stati Uniti d'America, Canada e Filippine
- 1969 - The Anita Kerr Singers nell'album Velvet Voices and Bold Brass (Dot Records – DLP 25951), pubblicato negli Stati Uniti d'America, Sudafrica e Paesi Bassi
- 1969 - The Platters nell'album Our Way (Musicor Records – MS-3185), pubblicato negli Stati Uniti d'America, Canada e Regno Unito
- 1969 - Andy Williams nell'album Happy Heart (CBS – M 63614), pubblicato in Canada, Australia, Paesi Bassi, Regno Unito e Stati Uniti d'America
- 1969 - Eddy Arnold nell'album The Warmth of Eddy (RCA Victor – LSP-4231)
- 1969 - Charlie Byrd nell'album Aquarius (CBS Italiana – S 63702), pubblicato in Canada, Australia, Italia, Venezuela e Stati Uniti d'America
- 1969 - Norrie Paramor & His Orchestra nell'album Satin Latin (Polydor – 184 351), pubblicato in Venezuela, Germania, Regno Unito e Australia
- 1969 - Joe Dolan album Make Me an Island (Pye Records - NPL 18319), pubblicato in Russia, Paesi Bassi, Regno Unito, Nuova Zelanda e Germania
- 1969 - Eddy Arnold nell'album The Warmth of Eddy (RCA Victor – LSP-4231)
- 1969 - Bill Watrous with The Walter Raim Concept nell'album Love Themes For The Underground, The Establishment & Other Sub Cultures Not Yet Known (MTA Records – MTS 5015), pubblicato in Canada e Stati Uniti d'America
- 1969 - Paul Anka nell'album Sincerely (RCA Victor – LSP-4203), pubblicato in Canada e Stati Uniti d'America
- 1970 - Al Martino nell'album Can't Help Falling in Love (Capitol Records – ST-405), pubblicato in Canada, Australia, Germania, Stati Uniti d'America
- 1970 - Peter Nero singolo pubblicato negli Stati Uniti d'America (Columbia Records – AE 19)nell'album Canzoni d'amore (CBS – S 64052), pubblicato in Canada, Australia, Italia, Stati Uniti d'America
- 1970 - The Originals nell'album Portrait of The Originals (Soul – SS 724)
- 1970 - Sammy Davis Jr. nell'album Something for Everyone (Motown – MS-710), pubblicato in Francia, Paesi Bassi, Regno Unito e Stati Uniti d'America
- 1970 - Floyd Cramer nell'album The Big Ones, Volume II (RCA Victor – LSP-4312), pubblicato negli Stati Uniti d'America, Sudafrica, Germania, Canada e Australia
- 1970 - Brook Benton nell'album Brook Benton Today (Cotillion – SD 9018), pubblicato in Francia, Taiwan, Canada, Regno Unito e Stati Uniti d'America
- 1970 - The Templeton Twins with Teddy Turner's Bunsen Burners nell'album Trill It Like It Was (Vault – 134), pubblicato negli Stati Uniti d'America, Germania e Giappone
- 1970 - Salena Jones nell'album Everybody's Talkin About Salena Jones (CBS – 63901), pubblicato nel Regno Unito e Paesi Bassi
- 1970 - Samantha Jones nell'album The Other Jones (Penny Farthing – PELS 512), pubblicato negli Paesi Bassi, Regno Unito, Francia, Sudafrica e Giappone
- 1970 - Irene Reid nell'album The World Needs What I Need (Polydor – 24-4040), pubblicato negli Stati Uniti d'America, Regno Unito, Germania e Giappone
- 1970 - Shirley McDonald & Neil Williams with Eric Jupp and His Music nell'album The Rhythm of Life (Columbia Records – SCXO 7918), pubblicato in Australia
- 1970 - Glen Campbell nell'album The Glen Campbell Goodtime Album (Capitol Records – SW-493), pubblicato in Canada, Germania, Regno Unito, Nuova Zelanda, Stati Uniti d'America
- 1970 - Bobby Cruz e la Ricardo Ray Orchestra nell'album Aguzate (Alegre Records – LPA 880), pubblicato in Venezuela e Stati Uniti d'America
- 1970 - Shirley Bassey nell'album Something (United Artists Records – UAS 29100), pubblicato in Italia, Francia, Germania, Austria, Regno Unito
- 1970 - John Raitt nell'album John Raitt  (Talent - TRS-1001)
- 1970 - The Four More nell'album Live at The Brothers (Century Media Records - 39387)
- 1970 - The Berets nell'album Beretmusic (Aries Records – XPL-1011)
- 1970 - Dick Cyr's Rhythmaires nell'album Frame 7 (Not On Label – XPL-1014)
- 1970 - Ray McVay & His Orchestra nell'album Come Dancing To The Pops (Fontana Records – 6438 015)
- 1970 - The Tokyo Happy Coats nell'album Forevermore (King Records – KS-1125)
- 1970 - The Chairmen of the Board nell'album The Chairmen of the Board (Invictus – ST-7300), pubblicato negli Paesi Bassi, Regno Unito, Francia, Nuova Zelanda, Stati Uniti d'America
- 1970 - Matt Monro singolo pubblicato in Spagna A mi manera (Capitol Records – 1J 006-80.541 M); album Canta para ti (Codiscos Internacional – E-C. 80261), pubblicato in Colombia
- 1970 - Samantha Jones singolo (Penny Farthing – PEN 734); album The Other Jones (Penny Farthing – PELS 512), pubblicato in Giappone, Regno Unito, Paesi Bassi, Sudafrica e Francia
- 1970 - La Lupe nel singolo  con il titolo Como acostumbro, testo di La Lupe, pubblicato a Panama (Tico – TI-221); album That Genius Called The Queen (Tico – LP 1212), pubblicato in Francia, Venezuela, Stati Uniti d'America
- 1970 - Dionne Warwick nell'album I'll Never Fall in Love Again (Scepter Records – SCTP 91 357), pubblicato in Italia, Francia, Germania, Australia, Stati Uniti d'America
- 1970 - Greta Keller album 38 bis auf Widerruf (Amadeo – AVRS 9257 ST), pubblicato in Austria
- 1970 - Dorothy Squires 45 giri pubblicato nel Regno Unito e Portogallo (President - PT 305); doppio album At The London Palladium - Sunday December 6th 1970 (President - PTLS 1043/4), pubblicato nel Regno Unito e Stati Uniti d'America
- 1970 - Raphael A mi manera singolo pubblicato negli Stati Uniti d'America (UA Latino – LA-362); album del 1972 El Disco de Oro de Raphael - A mi manera (UA Latino – LT-LA 207-D)
- 1970 - Bobby Cruz e Ricardo Ray Orchestra singolo pubblicato negli Stati Uniti d'America, testo in spagnolo di Bobby Cruz, (Alegre Records – X-1726); album Aguzate (Alegre Records – SLPA 8800)
- 1970 - Jimmy Smith nell'album The Other Side of Jimmy Smith (MGM Records – SMGL 50.022), Pubblicato in Italia, Francia, Stati Uniti d'America e Canada
- 1970 - Helen O'Connell album Helen O'Connell (Longines Symphonette Society – SYS 5243)
- 1970 - Vera Lynn singolo pubblicato nei Paesi Bassi (Columbia Records – 5C 006-92 014); album Hits of The 60's, My Way (Columbia Records – SCX 6415), pubblicato in Australia, Nuova Zelanda, Pesi Bassi e Regno Unito
- 1970 - Mary Roos in tedesco So leb' dein leben, testo di Ch. Niessen, nell'album Mary Roos (CBS – S 64171), pubblicato in Germania e Paesi Bassi
- 1971 - Phil Allen nell'album The Happy Hammond Goes "Pop" (Pickwick International – PSC 518)
- 1971 - Fred Bongusto con il titolo La mia via, testo di Andrea Lo Vecchio, nell'album Un'occasione per dirti che ti amo (Ri-Fi – RMS 85092)[5]
- 1971 - Bata Illic in tedesco So leb' dein leben, testo di Charly Niessen, nell'album Stimme der sehnsucht (Polydor – 2371 210), pubblicato in Germania
- 1971 - Juan Torres nell'album Organo Melodico - Vol. 14 (Discos Musart – 1547), pubblicato in Messico, Spagna, Guatemala, Venezuela e Stati Uniti d'America
- 1971 - The Trutones Combo of St. Lucia nell'album Cream of The Crop (WIRL – W 016), pubblicato a Barbados
- 1971 - The Stereoaction Orchestra nell'album Hits of Frank Sinatra (RCA Camden – INTS1191)
- 1971 - Marty Gillan, Karen O'Bray and The Town Pumpers nell'album We Did It Our Way (Town Pump Records), pubblicato in Canada
- 1971 - Sid Phillips and His Band nell'album Fascinating Rhythm (Contour – 2870-136)
- 1971 - Al Korvin & Angel "Pocho" Gatti Orchestra nell'album Sudamericana (Phase 6 Super Stereo – VPAS 892), pubblicato in Italia e Messico
- 1971 - Sitompul Sisters nell'album Sitompul Sisters (Jubilee Records – JR 304), pubblicato in Indonesia e Singapore
- 1971 - Jackie Wilson nell'album You Got Me Walking (Brunswick Records – BL 754172), pubblicato negli Stati Uniti d'America, Regno Unito, Germania e Giappone
- 1971 - The Delphi's nell'album Life (Artist's Records – 710521)
- 1971 - Nina Simone singolo pubblicato in Spagna e Paesi Bassi (RCA Victor – 74-16063); album Here Comes The Sun (RCA Victor – LSP-4536), pubblicato negli Stati Uniti d'America, Regno Unito, Germania, Australia, Israele e Nuova Zelanda
- 1971 - Martin Dale album "Live" at The Wakefield Theatre Club (Thornhill Records – RL 0010)
- 1971 - Charlie Smithers album Live at The Barn Vol. 2 (Avenue – AVE 074)
- 1971 - Lovelace Watkins nel doppio album Lovelace Watkins (York Records – LYK 901), pubblicato in Australia e Regno Unito
- 1971 - David Frye singolo pubblicato negli Stati Uniti d'America (Elektra – EKS 45722); album Radio Free Nixon (Elektra – EKS-74085), pubblicato negli Stati Uniti d'America e Germania
- 1971 - George Kerr nell'album The Other Side of George Kerr (Mr. Emotion) (All Platinum – AP 3001)
- 1971 - Cavril Payne nell'album Cavril Sings (Ruval Records – RVS 331626), pubblicato in Giappone Stati Uniti d'America
- 1971 - Kamahl nell'album Kamahl (Philips – 6830 077), pubblicato in Australia e Nuova Zelanda
- 1971 - Roger Danneels and His Orchestra nell'album Cocktail Party N° 8 (RCA International – 901030)
- 1971 - Willy Williams nell'album My Way (Monopole – M.L.P. 724), pubblicato in Belgio
- 1971 - Big Jim 'H' nell'album Hammond Organ Dance Party (Damont Records – ZCDAM 344), pubblicato in Australia e Regno Unito
- 1971 - Bruce Westcott nell'album And Along Come Bruce (MGM Records – SE-4760)
- 1971 - Tom Jones nel doppio album Live at Caesar's Palace Las Vegas (Decca Records – DKLI 1/1 & 1/2), pubblicato in Italia, Belgio, Iugoslavia, Regno Unito, Germania e Stati Uniti d'America
- 1971 - Fred Bongusto con il titolo La mia via, testo di Andrea Lo Vecchio, nell'album Un'occasione per dirti che ti amo (Ri-Fi – RMS 85092)
- 1971 - Yordanka Hristova nell'album Yordanka Hristova (Balkanton – ВТА 1377), pubblicato in Bulgaria
- 1971 - Nina Simone singolo (RCA Victor – 74-16063), pubblicato in Spagna e nei Paesi Bassi; album Here Comes The Sun (RCA Victor – LSP-4536), pubblicato in Germania, Australia, Stati Uniti d'America, Israele, Nuova Zelanda
- 1971 - Aretha Franklin nella compilation Top Star Festival (United Nations (UN) – 6830), pubblicata in Italia, Paesi Bassi, Australia, Nuova Zelanda e Iugoslavia
- 1971 - Al Saxon nell'album Al Saxon Sings Sinatra (Avenue – AVE 086), pubblicato in Polonia e Stati Uniti d'America
- 1971 - Gracie Fields nell'album Stars on Sunday (York Records – BYK 707)
- 1971 - Peter Horton nell'album Intercontinental (Polydor – 2 37 12 01), pubblicato in Germania
- 1971 - Gene Ammons singolo pubblicato negli Stati Uniti d'America (Prestige - Prestige-753); album My Way (Prestige - PR 10022), pubblicato negli Stati Uniti d'America e Francia
- 1972 - Bert Kaempfert e la sua orchestra nell'album 6 Plus 6 (Polydor – 2310 198 L), pubblicato in Italia, Stati Uniti d'America, Regno Unito e Canada
- 1972 - Hiroshi Okazaki & Keiko Saijo nell'album Wonderful World of Chorus Sounds (Express – ETP-8189), pubblicato in Giappone
- 1972 - Kiyohiko Ozaki nell'album Kieyo'72/Kiyohiko Ozaki Album No. 5 (Philips – FX-8035), pubblicato in Giappone
- 1972 - Patty Pravo singolo A modo mio (Phonogram – ASC 1057); album Sì... Incoerenza (Philips - 6323 014 L)[6]
- 1972 - Mieko Hirota nell'album The Wonderful World of Mieko Hirota (Columbia Records - JDX-76), pubblicato in Giappone
- 1972 - Cliff nell'album Goes East (Columbia Records – S-LEAC-1041/2), pubblicato in Giappone, Singapore, Nuova Zelanda, Belgio, Paesi Bassi e Regno Unito
- 1972 - The Peanuts nell'album On Stage (King Records - SKA-37), pubblicato in Giappone
- 1972 - Vic Taylor nell'album Vic Taylor Does It His Way (Dynamic Sounds – DY 3317), pubblicato in Canada, Regno Unito, Stati Uniti d'America e Giamaica
- 1973 - Manolo Muñoz nel singolo A mi manera (Discos Gas – G-098); doppio album del 1980 En vivo con su Show "El Perro" (Discos Gas – GAS-4124), pubblicato in Messico
- 1973 - Elvis Presley con J. D. Sumner and The Stamps, Kathy Westmoreland e The Sweet Inspirations nel doppio album Aloha from Hawaii Via Satellite (RCA Victor – LSP 34173-2), pubblicato in Italia, Francia, Germania, Australia, Stati Uniti d'America e Brasile
- 1976 - Jorge Abril nell'album Cocktails para dos (Alba – ALD-095), pubblicato in Cile
- 1977 - Lolita Torres e Ariel Ramirez A mi manera nell'album Recital (Philips – 6347319), pubblicato in Argentina ed Uruguay
- 1977 - Michel Sardou album Michel Sardou (Trema – 110 040), pubblicato in Francia
- 1977 - The Nicole Graham Singers nell'album El Sonido De Ray Conniff - Vol. 2 (Nevada – ND-1086), pubblicato in Spagna
- 1978 - Franck Pourcel nell'album A.D.V. 51 (Pathé – 3C 064-15569), pubblicato in Italia, Spagna, Germania, Grecia e Francia
- 1978 - Toon Hermans nel doppio album One Man Show 1978 (Bovema Negram – 5N 138-26111/112), pubblicato nei Paesi Bassi
- 1979 - Sid Vicious nell'album Sid Sings (Virgin Records – V 2144), pubblicato in Nuova Zelanda, Regno Unito, Spagna e Portogallo
- 1979 - Sex Pistols nel doppio album The Great Rock 'N' Roll Swindle (Virgin Records – AVIL 212510), pubblicato in Italia, Germania, Regno Unito, Portogallo, Francia e Paesi Bassi
- 1980 - Nina Hagen singolo (CBS – CBS 9030); album del 1985 Nina Hagen in Ekstasy (CBS – CBS 26421)
- 1980 - Richard Clayderman nell'album Les musiques de l'amour (RCA Italiana – PL 31536), pubblicato in Italia, Svezia, Francia, Argentina e Norvegia
- 1980 - Frankie Laine nell'album Now and Then (CSP - P 15166)
- 1982 - Jackie Wilson album S.R.O. (Silhouette Music – SM 10009), pubblicato in Canada e Stati Uniti d'America
- 1982 - Arturo Sandoval y su grupo y Orquesta Egrem nell'album Arturo Sandoval (Areito – C-4082), pubblicato a Cuba
- 1983 - Vicente Fernández nell'album 15 grandes con el Número 1 (CBS – DCS-1006), pubblicato in Messico, Spagna, Venezuela, Colombia e Bolivia
- 1985 - Mireille Mathieu in tedesco So leb dein Leben) nell'album Welterfolge aus Paris (Ariola Records - 207 107)
- 1986 - Camisa de Vênus nell'album Ao vivo (RGE – 303.6047), pubblicato in Brasile
- 1986 - Gary Oldman nella compilation Sid & Nancy (MCA Records – MCA-6181), pubblicato in Germania, Canada, Regno Unito e Stati Uniti d'America
- 1987 - Lili Ivanova nell'album Така живея (Концерт) (Българско видео – 001), pubblicato in Bulgaria
- 1987 - Gipsy Kings  45 giri A mi manera pubblicato in Portogallo (EMI – 2 033 717); album Gipsy Kings (CGD - INT 20809), pubblicato in Italia, Francia, Canada e Australia
- 1989 - Florent Pagny 45 giri (Philips – 874 308-7); album del 1990 Merci (Philips – 842 749-1), pubblicato in Francia e Canada
- 1989 - Harald Juhnke singolo (CBS – 655194 7); album Barfuss Oder Lackschuh (CBS – CBS 465072 1)
- 1989 - Joan Baez A mi manera album Speaking of Dreams (Gold Castle – TCVGC12)
- 1991 - María Martha Serra Lima con il titolo A mi manera, testo di Doris Band, (Sony Discos – CSC 5865)
- 1991 - Fiorello nell'album Nuovamente falso (Free Records Independent – FRI LP 16007)
- 1992 - Los Panchos album A su manera (Epic/Sony Inc. – EPC 471415 1), pubblicato in Spagna
- 1994 - Pearl Jam nell'album New Songs (Cocomelos Records – CM 031), My Way registrata dal vivo al Teatro Alladin di Las Vegas il 29 novembre 1993
- 1994 - The Three Tenors nell'album Tibor Rudas presents Carreras Domingo Pavarotti with Mehta – The 3 Tenors in Concert 1994 (Teldec – 4509-96200-2)
- 1996 - Shane MacGowan EP uscito nel Regno Unito (ZTT Records – ZANG 79 CD); album del 2009 The Crock of Gold (ZTT Records – XECZ-1031), pubblicato in Giappone
- 1996 - Chara e Yen Town Band nell'album Montage (Epic Records – ESCB 1790), pubblicato in Giappone
- 1996 - Paul Anka con Julio Iglesias A mi manera, testo di Julio Iglesias e Roberto Livi, nell'album Amigos (Columbia Records – 485373 2)
- 1996 - Mary in tedesco So leb dein leben nell'album  Live in Concert (Ariola Records – 74321 42355 2), pubblicato in Germania
- 1997 - John Cleese nella compilation George of the Jungle (Walt Disney Records – VDR 489584-2), pubblicato in Italia, Germania, Stati Uniti d'America, Francia e Spagna
- 1997 - Party Animals singolo (Mokum Records – DB 1721 2); album party@worldaccess.nl (Globus International – 210223-4), pubblicato nei Paesi Bassi e Repubblica Ceca
- 1997 - Patrick Norman album Collection privée (Les Disques Star Records – STR-4-8097), pubblicato in Canada
- 1998 - Ray Conniff nell'album My Way (PolyGram – P2-59236)
- 1998 - Los Piratas singolo My way (Warner Music Spain – 3984 23988885); album Disco duro del 2008 (WEA – 2564694588), pubblicato in Spagna
- 1998 - Taha, Khaled e Faudel nell'album 1,2,3 Soleils (Barclay – 559 593-4)
- 2000 - Piranha Man nell'album Blowing Goats - Piranha Does The Paki-Standards (Buzz Kilman Records – BKR #1001 CD), pubblicato negli Stati Uniti d'America
- 2001 - F.P.G. nell'album Гонщики (Sound Age Productions – SAPCD 016), pubblicato in Russia
- 2001 - Herman Brood singolo pubblicato nei Paesi Bassi (Ariola Records – 74321 887252); album My Way - The Hits (BMG The Netherlands – 74321 884392)
- 2001 - Siempre Así nell'album 10 años juntos (Discos de Arte – 74321 889932), pubblicato in Spagna
- 2002 - Kanye West nell'album Get Well Soon... (Roc-A-Fella Records)
- 2002 - Polysics EP pubblicato in Giappone (Ki/oon Records – KSCL 453)
- 2002 - José Carreras A mi manera nell'album Sonido e inspiración (Reader's Digest – 424 640-2), pubblicato in Argentina
- 2004 - Il Divo album Il Divo (Syco Music – 828766519525)
- 2004 - Django Bates nell'album You Live and Learn... (apparently) (Lost Marble – LM001)
- 2004 - Don Omar feat. Andy Montañez con il titolo A mi manera, testo di Bobby Cruz, nel doppio album The Last Don Live (VI Music – 545 450 618-2), pubblicato a Porto Rico, Spagna e Stati Uniti d'America
- 2004 - Mnozil Brass nell'album Smoke Live (GECO Tonwaren – 05164-2), pubblicato in Austria
- 2005 - G4 nell'album G4 (Sony Music UK – 519734 2)
- 2005 - Robbie Williams nell'album Intensive Care (Universal Music Group), pubblicato in Russia
- 2005 - Mina L'allieva (PDU – 88697576481)
- 2005 - Mütiilation dalla compilation From The Entrails To The Dirt (End All Life Productions – EAL 043), pubblicato in Francia
- 2005 - Nana Mouskouri album I'll Remember You (Mercury France – 983 141-2)
- 2005 - Paska album Women Are From Venus, Men From Anus (Riemu – Riemucd-011), pubblicato in Finlandia
- 2005 - Willard White nell'album My Way (Sony BMG Music Entertainment – SK 92943)
- 2006 - Christopher Lee nell'album Revelation (Magic Film – MAGCD001)
- 2006 - Robin Williams nella compilation Happy Feet (Warner Sunset Records – 7567-83998-2)
- 2007 - Ray Quinn nell'album Doing It My Way (Syco – 88697068192)
- 2006 - Nana starring Mika Nakashima nell'album The End (SAR – AIJL-5303), pubblicato in Giappone, Corea del Sud e Hong Kong
- 2007 - Gary Chaw singolo pubblicato a Taiwan (Rock Records & Tapes – RD1800-1); compilation 超級星光PK寶典 (Rock Records & Tapes– RD1800-4), pubblicata a Taiwan
- 2007 - Paul Potts album One Chance (Syco Music – 88697138682)
- 2008 - Pavarotti e Frank Sinatra nell'album The Duets (Decca Records – 478 1099)
- 2008 - Muslim Magomaev nell'album Muslim Magomaev (Aztrade), pubblicato in Azerbaigian
- 2012 - Giuni Russo album Para siempre (Self Distribuzione – ICE12/16CDDVD)
- 2012 - Jason Kouchak nel’album Comme d'habitude
- 2016 - Seth MacFarlane nella compilation Illumination presents Sing (Universal Music – 0602557251234)
- 2019 - Michał Bajor in polacco Moja droga, testo di Andrzej Ozga, album Kolor Cafe. Przeboje Włoskie i Francuskie (Sony Music – 19075973272), pubblicato in Polonia